# Phase One
Phase One A/S – duńskie przedsiębiorstwo zajmujące się produkcją wysokiej klasy sprzętu fotograficznego. 
Przedsiębiorstwo specjalizuje się w produkcji cyfrowych bloków tylnych do aparatów średnioformatowych, a także oprogramowania Capture One do konwersji i obróbki cyfrowych fotografii.
Phase One oferuje także kompletne systemy do fotografii średnioformatowej, produkowane we współpracy z firmą Mamiya, w której Phase One ma znaczne udziały.